# Louis-Henri Moutoné
Louis-Henri Moutoné, né le 17 juillet 1815 à Paris (5e arrondissement) et mort le 3 mars 1900 à Paris (12e arrondissement) est un architecte français,.
Après un parcours scolaire réalisé aux Beaux-Arts de Paris, Louis-Henri Moutoné devient architecte départemental d'Eure-et-Loir et architecte diocésain pour la ville de Chartres vers 1853.
Eugène Viollet-le-Duc écrit à son sujet en 1853 : « M. Moutonnet, l'inspecteur de M. Lassus à Chartres et placé par lui à ce poste, a su se faire une bonne position dans le département dont il a été nommé architecte. C'est un agent sur lequel on peut compter ».

## Principales réalisations
- École de garçons d'Auneau, 1868-1872[6].
- Palais de justice de Dreux, 2, rue Saint-Thibault, Dreux, vers 1870[7].
- Gendarmerie de Châteaudun, 114, rue de la République, Châteaudun, 1873[8].
- Reconstruction de l'asile de la fondation d'Aligre, 19, rue de Josaphat, Lèves, 1875[9].
- Hôpital de Châteauneuf-en-Thymerais, 1875-1878[9].